# 櫻野露
櫻野露（さくらのるう、女性）は、台湾出身で東京都在住のイラストレーターである。
同人サークル「WISH〜希望の翼〜」にて活動中。PCゲーム作品のイラストも担当している。

## 略歴
幼稚園の頃から絵を描くのが好きだった。イラストレーターになろうと思ったきっかけは、中学生になってから日本のアニメに触れることが増えてきて、「いつか自分が描いた作品がアニメ化されたらいいなぁ」って考え始めたのがきっかけだという。
櫻野露に一番影響を与えた日本のイラストレーターは山本和枝で、その人を目標にイラストの勉強を始めたとの事。現在は、日本に在住しており、同人サークル「WISH〜希望の翼〜」にて活動中である。台湾での同人イベントにも参加している。

## 交友関係
- D.C2の原画家「かゆらゆか」
- 漫画家「あずまゆき」

## 同人活動
- 『WISH〜希望の翼〜』（ウィッシュ〜きぼうのつばさ）という名の同人サークルを主宰している。
- コミックマーケットの他、博麗神社秋季例大祭 、サンシャインクリエイション、僕らのラブライブ!などにも参加している。
- 主な同人作品は、ラブライブ!、艦隊これくしょん、東方Project、パズル&ドラゴンズである。ラブライブ!での好きなキャラクターは南ことりである。

## 仕事歴

### Circus「サーカス」関連
- 『あるぴじ学園』 萌えモン「ネクロマンサー」
- 『uni.』（メイン原画担当）
- 『D.C.Dream X'mas ～ダ・カーポ～ドリームクリスマス』イラスト1枚
- 『T.P.さくら』前篇、後篇 （メイン原画担当）
- 『D.C.III 〜ダ・カーポIII〜』ちびキャラ（SDキャラ）原画

### ゆずソフト関連
- 『ゆず・ぱら』メイドイベント-七条沙々羅
- 『ゆず・ぱら』籠夏希
- 『ゆず・ぱら』三好由比子
- 『ゆず・ぱら』矢來美羽
- 『ゆず・ぱら』アリスイベント-七条沙々羅
- 『ゆず・ぱら』ラブレター-白鹿艾莉卡片
- 『ゆず・ぱら』『ハロウィン』- 籠夏希
- 『ゆず・ぱら』『お部屋デート』- 国広 ひなた枚
- 『ゆず・ぱら』『お正月デート』- エリナ
- 『ゆず・ぱら』『雪舞う冬のあったかデート』- シャーリィ
- 『ゆず・ぱら』『本命・バレンタイン』- 上坂 茅羽耶
- 『ゆず・ぱら』『秘密の電話』- 源茅明
- 『ゆず・ぱら』『ドキドキ☆コスプレフェスティバル』- 大房ひよ里
- 『ゆず・ぱら』『メイド祭り』- 竜胆 ルリ
- 『ゆず・ぱら』-[ビスチェドレス] 火宮 木乃香
- 『ゆず・ぱら』-魔女っ子大戦!-[エンジェルガール]山吹葵

### 2011年
- 3月28日 Asoma-navi 『Candy Floss』 イメージキャラクターデザイン、イラスト
- 5月27日 STELLA X サーカス『あるぴじ学園2.0』  （メイン原画担当）萌えモン「マイヒメ」、 「ソフィア」、「天使あみ」「白河さやか」、「嶋野真帆」、「人見世弥」、「速水桜美」

### 2013年
- 12月12日 BROCCOLI Z/X -Zillions of enemy X 「各務原あづみ＆倉敷世羅」-カード「妖艶な蛇妖ラミア」

### 2014年
- 2月11日 BROCCOLI Z/X -Zillions of enemy X 「戦神の抱擁＆天界の光鎚」-カード「ラブリーハグ」
- 5月17日  棺姫のチャイカ　第一卷 Blu-ray(とらのあな限定版)【とら限定版特典その2】：アナザークリエイターイラストシート
- 5月30日 GAMANIA 「Web戀姬夢想」「覇王コースEX_劉備」-「EX3 劉備」立繪、イベント絵イラスト
- 6月20日 双葉社 「(萌える！)戦闘機図鑑」-三菱重工業 零式艦上戦闘機
- 6月20日　GAMANIA APP「連撃アルティメットジョーカー」最初に選べるユニット「アクアブルース　プルシア」と「エアリアルランサー　フレイル」
- 6月26日  GIRLS STRIKE ガールズストライクの「霧島 柚葉」 のタペストリ-
- 7月19日　二次元ドリーム文庫 「ミルクアイドル イチャイチャにゅ~ライブ」- 表紙、挿絵イラスト

### 台湾での仕事
- 2011年2月　鮮鮮出版社 小説挿絵:災厄之子系列  キャラクター原案、表紙、挿絵
- 2011年12月3日 高雄市X 開拓動漫祭 駁二アートセンター擬人、原画デザイン担当

- 2012年1月27日 台北地下街　X　WishStudio様(台湾)リオンの地下街 　商品イメージキャラクターデザイン、パッケージイラスト、広報企画

- 2012年2月1日 鮮鮮出版社 小説挿絵:『女王猫與男警僕』 キャラクター原案、表紙、挿絵
- 2012年4月24日 鮮鮮出版社 小説挿絵:『女王猫與男警僕II』 キャラクター原案、表紙、挿絵
- 2012年6月 鮮鮮出版社 小説挿絵:『女王猫與男警僕III』 キャラクター原案、表紙、挿絵
- 2012年8月10日 鮮鮮出版社 小説挿絵:『女王猫與男警僕IV』(完) キャラクター原案、表紙、挿絵